# 布鲁克林协和圣殿
布鲁克林协和圣殿（Union Temple of Brooklyn）是一个犹太教改革派犹太会堂，位于纽约市布鲁克林展望高地社区的东公园大道17号，布鲁克林公共图书馆、布鲁克林博物馆和布鲁克林植物园的街对面。这是两个十九世纪会堂（以罗欣之殿和以色列圣殿）合并的结果。
这座11层的建筑由阿诺德·布伦纳设计的，于1929年完成，原计划作为会堂的社区中心，但是隔壁的会堂由于大萧条没有兴建，于是将该建筑用于宗教活动。1942年，建筑内的一个剧院被改建成会堂。
2015年，该建筑列入国家史迹名录。